# Municipio de Cacalchén
El Municipio de Cacalchén es uno de los 106 municipios del estado mexicano de Yucatán. Su cabecera municipal es la localidad homónima de Cacalchén.

## Toponimia
El nombre del municipio. Cacalchén, de origen maya, significa literalmente Lugar del pozo de dos gargantas. Deriva de los vocablos ka'a, que significa dos; kaal,  cuello, garganta y, finalmente, ch'e'en, que quiere decir pozo.

## Colindancias
El municipio de Cacalchén está ubicado de la región centro-norte  del estado de Yucatán. Limita con los siguientes municipios: al norte con Muxupip y Motul, al sur con Tahmek,  al oriente con Bokabá y al poniente con Tixcocob. Pertenece el municipio a la denominada zona henequenera de Yucatán.

## Datos históricos
- Se sabe que antes de la llegada de los españoles la región albergaba asentamientos mayas.
- El municipio de Cacalchén, Pozo con dos bocas, después de la conquista de Yucatán, a mediados del siglo XVI,  se integró al régimen de la encomienda.
- 1720 la encomienda correspondió a María Sánchez de Sosa.
- 1825 Cacalchén pasa a formar parte del Partido de la Costa, cuya cabecera fue Izamal.
- 1848 Durante la guerra de Castas, al principio, sirvió de refugio al coronel José del Carmen Bello después de que los rebeldes mayas los derrotaron en la toma de Izamal.
- 1848 En el mes de diciembre los guerrilleros mayas al mando del caudillo Jacinto Pat saquearon la población y diezmaron a los pobladores blancos.
- 1900 A partir de la promulgación de la primera Ley Orgánica de los Municipios, Cacalchén se convierte en cabecera municipal.

## Economía
Estando el municipio emplazado en la denominada zona henequenera de Yucatán, en la porción central-norte del estado de Yucatán, la industria henequenera tuvo tradicionalmente una importancia capital. A partir de la declinación de esta agroindustria el municipio ha debido diversificar su economía reorientando sus actividades productivas. En la actualidad además del henequén, se cultiva el maíz, el frijol, las hortalizas, y algunos cítricos (naranjas y toronjas) y una variedad de chiles.
Hay actividad pecuaria como la cría de ganado bovino y caprino.
También existen pequeños talleres para la fabricación de ropa y de hamacas.

## Atractivos turísticos
- Como monumento histórico interesante está el templo católico de San Pablo construido en el siglo XVI.
- La hacienda de Dzidzilché
- Del 20 al 29 de junio se realiza anualmente la fiesta popular religiosa en honor de los santos patronos del municipio, San Pedro y San Pablo